# Veronica maura
Veronica maura är en grobladsväxtart som beskrevs av Svante Samuel Murbeck. Veronica maura ingår i släktet veronikor, och familjen grobladsväxter. Inga underarter finns listade i Catalogue of Life.